# Nishi Shinjuku de Atta Hito
Singles de Yuki Maeda
Sarasara no Kawa
(2004) Omae no Namida wo Ore ni Kure
(2006)
 Nishi Shinjuku de Atta Hito  (西新宿で逢ったひと) est le sixième single de Yuki Maeda, sorti le 29 septembre 2004 au Japon sous le label Rice Music. C'est le premier disque de la chanteuse à sortir sous ce label, ses précédents étant sortis sous le label affilié zetima. C'est son seul single à ne pas sortir aussi au format cassette audio (son genre musical enka étant apprécié des plus âgés). 
La chanson-titre figurera d'abord sur la compilation de fin d'année du Hello! Project Petit Best 6 de 2005 (Maeda n'ayant pas sorti de single cette année-là), puis cinq ans plus tard sur la compilation des singles de la chanteuse, Maeda Yuki Zenkyoku Shū ~Kenchana~ de 2009. La chanson en "face B", Tsuki Ressha, figurera aussi sur cette dernière. Le clip vidéo de la chanson-titre figurera sur la version DVD du Petit Best 6.

## Liste des titres
1. Nishi Shinjuku de Atta Hito  (西新宿で逢ったひと?)
2. Tsuki Ressha  (月列車?)
3. Nishi Shinjuku de Atta Hito (Original Karaoke)  (... オリジナル・カラオケ?)
4. Tsuki Ressha (Original Karaoke)  (... オリジナル・カラオケ?)
5. Nishi Shinjuku de Atta Hito (Men's Key Karaoke)  (... 男性キー・カラオケ?)